# Colleen Miller
Colleen Grace Miller (Matlock, 30 de diciembre de 1967) es una deportista canadiense que compitió en remo.
Ganó cinco medallas en el Campeonato Mundial de Remo entre los años 1990 y 1995. Participó en los Juegos Olímpicos de Atlanta 1996, ocupando el séptimo lugar en la prueba de doble scull ligero.

## Palmarés internacional
| Campeonato Mundial | Campeonato Mundial            | Campeonato Mundial | Campeonato Mundial        |
| Año                | Lugar                         | Medalla            | Prueba                    |
| ------------------ | ----------------------------- | ------------------ | ------------------------- |
| 1990               | Tasmania (Australia)          | Medalla de oro     | Cuatro sin timonel ligero |
| 1992               | Montreal (Canadá)             | Medalla de plata   | Doble scull ligero        |
| 1993               | Račice (República Checa)      | Medalla de oro     | Doble scull ligero        |
| 1994               | Indianápolis (Estados Unidos) | Medalla de oro     | Doble scull ligero        |
| 1995               | Tampere (Finlandia)           | Medalla de oro     | Doble scull ligero        |